# Drynaria
Drynaria (Дринарія) — рід папоротей родини багатоніжкові (Polypodiaceae).

## Будова
Дринарії мають оригінальну будову. Складаються з нижніх безплідних лисків та з зелених листків, що формують спори. Нижні листки схожі на листя дуба, але набагато більші за них. Вони формують корзинку, в якій розвиваються коріння. Плодоносні листки Drynaria fortunei досягають до 75 см у довжину.

## Поширення та середовище існування
Епіфітні рослини, що ростуть у заглибленнях між гілками. Проте зустрічаються такі, що можуть прикріплятися до голого стовбура. Нижні безплідні листки формують корзинку, де осідають органічні речовини та пил, для живлення рослини, та збирається дощова волога.

## Практичне використання
Вирощують як декоративну рослину через оригінальний вигляд.

## Джерело
- Jiri Haager «House Plants» // Hamlyn, Prague, 1980 — p. 280 — P. 38

| Папороті | Це незавершена стаття про папороті. Ви можете допомогти проєкту, виправивши або дописавши її. |